# Jazgrza
Jazgrza (Lophophora J.M.Coult.) – rodzaj roślin z rodziny kaktusowatych. Przedstawiciele rodzaju występują na południowym zachodzie USA (Teksas, Nowy Meksyk), przez północno-wschodni Meksyk na południe aż do Querétaro. Gatunkiem typowym jest L. williamsii.

## Systematyka
Pozycja systematyczna według APweb (aktualizowany system APG III z 2009)
Należy do rodziny kaktusowatych (Cactaceae) Juss., która jest jednym z kladów w obrębie rzędu goździkowców (Caryophyllales)  i klasy roślin okrytonasiennych. W obrębie kaktusowatych należy do plemienia Browningieae, podrodziny Cacteae.
Pozycja w systemie Reveala (1993-1999)
Gromada okrytonasienne (Magnoliophyta Cronquist), podgromada Magnoliophytina Frohne & U. Jensen ex Reveal, klasa Rosopsida Batsch, podklasa goździkowe (Caryophyllidae Takht.), nadrząd  Caryophyllanae Takht.,  rząd goździkowce (Caryophyllales Perleb), podrząd Cactineae Bessey in C.K. Adams, rodzina kaktusowate (Cactaceae Juss.), rodzaj Lophophora J.M.Coult.
Gatunki
Rodzaj Lophophora opisywany był jako liczący od jednego gatunku  L. williamsii z odmianami, do 4 gatunków: L. diffusa, L. fricii, L. viridescens i L. williamsii. Badania sekwencji DNA wykazały, że można wyróżnić przynajmniej 2 gatunki: L. diffusa i L. williamsii. Systematyka  pozostałych gatunków, czy odmian w ramach rodzaju wymaga dalszych ustaleń. 
- Lophophora diffusa (Croizat) Bravo 1967
- Lophophora williamsii (Lem. ex Salm-Dyck) Coult. – jazgrza Williamsa[7]